# Carlos Salcedo
Carlos Salcedo Hernández (Guadalajara, Jalisco, 29 de septiembre de 1993) es un futbolista mexicano. Juega como defensa central para el Club de Fútbol Monterrey de la Primera División de México. Ha sido internacional con la selección de fútbol de México de 2015 a 2021. 
Es uno de los seis futbolistas mexicanos en jugar profesionalmente en un equipo italiano, junto a Miguel Layún,  Rafael Márquez, Hirving Lozano, Johan Vásquez y Santiago Giménez.

## Trayectoria

#### Inicios y Tigres UANL
A los 17 años, ingresó a la cantera de los Tigres donde jugó en las categorías 3ra división Sub-17 y Sub-20, pero no logró debutar en primera división.

#### Real Salt Lake
Se unió a las fuerzas básicas en enero de 2012, entrenándose con el primer equipo durante la segunda mitad de ese año.
Salcedo firmó un contrato con Real Salt Lake en enero de 2013, después de haber cumplido los requisitos mínimos para ser definido como cosecha propia de una capacitación años academia. 
El 5 de mayo de 2013, debutó con el Real Salt Lake ingresando al minuto 89' ante los Vancouver Whitecaps de la MLS.
Su primer partido como titular con el Real Salt Lake fue el 8 de mayo del 2013 jugando los 90' minutos en la victoria 2-1 ante el New England Revolution, Salcedo fue expulsado al último minuto del juego tras un cometer un penal.
En la segunda mitad de la temporada 2013 fue titular habitual para Real Salt Lake comenzando 12 juegos de final de la temporada.
El 19 de septiembre del 2014 Salcedo anota su primer gol con el Real Salt Lake en la víctria 5-1 ante Colorado Rapids.

#### Club Deportivo Guadalajara
Finalmente el 7 de enero de 2015, el Club Deportivo Guadalajara, adquiere en compra definitiva los derechos del jugador convirtiéndose en el sexto refuerzo de cara al Clausura 2015.
Salcedo debutó el 18 de enero del 2015 en el Clausura 2015 en la victoria por 2-1 en casa ante los Pumas de la UNAM jugando 60' minutos.
El 1 de marzo de 2015, Salcedo anotó su primer gol en la victoria por 3-0 en casa ante el Monterrey en el que jugó los 90' minutos.
El 28 de julio del 2015 Salcedo debuta con Chivas en la Copa MX jugando los 90' minutos del juego, en la victoria 2-0 ante los Mineros de Zacatecas.
Ya con su actual equipo, el 4 de noviembre del 2015, se coronó campeón de la Copa MX al vencer 1-0 al Club León.

#### A. C. F. Fiorentina
El 21 de agosto de 2016, se oficializó su cesión con opción de compra a la A. C. F. Fiorentina de Italia.
El 28 de agosto del 2016 Salcedo obtiene su primera convocatoria de la Fiorentina para el partido ante el ChievoVerona de la Serie A 2016-17.
El 15 de septiembre del 2016 Salcedo debuta oficialmente a sus 22 años portando el número "18" en la UEFA Europa League con Fiorentina jugando 74' minutos en el empate 0-0 ante el  P.A.O.K.
El 25 de septiembre del 2016; Salcedo debutó en la Serie A con Fiorentina jugando los 90' minutos en el empate 0-0 ante el A.C. Milan.

#### Eintracht Fráncfort
El 13 de junio de 2017, se oficializó su cesión por 1 año con opción de compra al Eintracht Fráncfort de Alemania.
El 9 de septiembre de 2017; Salcedo debutó en la 1. Bundesliga con el Eintracht Fráncfort jugando los 90' minutos en la victoria 1-0 ante el Borussia Mönchengladbach.
El 14 de mayo de 2018 se hace efectiva la opción de compra, por lo cual el Eintracht Fráncfort habría pagado alrededor de € 5,000,000 por la carta del jugador mexicano en un contrato por 4 años.

#### Tigres de la UANL
El 20 de enero de 2019, Tigres de la UANL hizo oficial su regresó al equipo felino, donde salió de fuerzas básicas, en compra definitiva, convirtiéndose en el último refuerzo de cara al Clausura 2019 dónde fué campeón jugando vs León.
Si bien, su rendimiento de inicio no fue el que se esperaba, ha acabado siendo referente defensivo del equipo.

#### Toronto Football Club
El 15 de enero de 2022, Toronto Football Club hizo oficial la llegada al equipo de los toros rojos. Hizo su debut el 26 de febrero en la apertura de la temporada contra el FC Dallas. El 4 de junio, Salcedo ganó el Campeonato Canadiense de la edición 2020 luego de que Toronto venciera en tanda de penales (4:5) a Forge FC luego de quedar 1-1 en tiempo suplementario, marcando el segundo penalti.
El 12 de julio, Toronto y Salcedo acordaron mutuamente rescindir su contrato para permitirle regresar a México por motivos familiares.

#### Juarez FC
En julio de 2022, se anunció la llegada del jugador a Juarez FC en la primera division de México, donde solo estuvo 1 año.

#### Cruz Azul
En junio de 2023, se anunció la llegada del jugador al Cruz Azul.

## Selección nacional

### Categorías inferiores

#### Sub-21
En 2014 Salcedo fue incluido en la lista de jugadores que representaron a México en el Torneo de Fútbol Masculino de los Juegos Centroamericanos y del Caribe, Veracruz 2014.
El 19 de noviembre del 2014 Salcedo debuta con la Sub-21 en la victoria 5-2 ante Honduras.
El 26 de noviembre del 2014 Salcedo anota su primer con la Sub-21 ante Cuba, en la tanda de penaltís, tras finalizar el partido 1-1.

#### Sub-22
El 25 de agosto del 2015 Salcedo fue convocado por Raúl Gutiérrez para representar a la Sub-22 en el Preolímpico de 2015.
El 2 de octubre del 2015 Salcedo debutó en el Preolímpico de 2015 saliendo con el gafete de capitán, jugando los 90' minutos en la victoria 4-0 ante Costa Rica.

#### Sub-23
Juegos Olímpicos

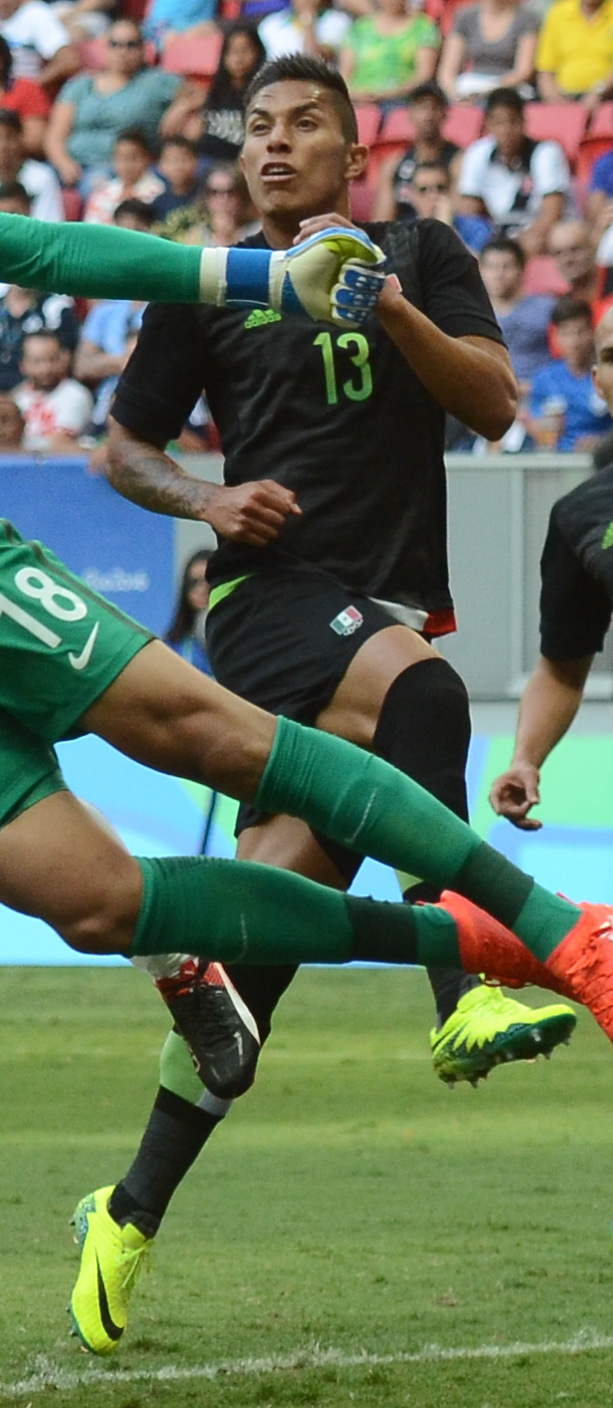
Carlos Salcedo jugando con la Selección Olímpica Mexicana ante en los Juegos Olímpicos 2016.

El 8 de julio del 2016; Carlos Salcedo fue incluido en la lista final de los 18 futbolistas que disputaran los Juegos Olímpicos Río 2015 con sede en Brasil.
El 4 de agosto del 2016; Carlos Salcedo debutó en los Juegos Olímpicos 2016 jugando los 90' minutos en el empate 2-2 ante Alemania.
El 7 de agosto del 2016; Carlos Salcedo anotó su primer gol en los Juegos Olímpicos 2016 jugando los 90' minutos en la victoria 5-1 ante Fiyi.

### Selección absoluta
| Club               | País   | PJ | Goles | Periodo         |
| ------------------ | ------ | -- | ----- | --------------- |
| Selección Mexicana | México | 34 | 0     | 2015 - Presente |

El 8 de abril de 2015, gracias a su buen momento con Chivas, fue convocado a la selección por parte de Miguel Herrera para el partido amistoso ante los Estados Unidos.
Debuta con la selección el 15 de abril del 2015 jugando como titular y saliendo de cambio al minuto 46' por Oswaldo Alanís en la derrota 2-0 ante la Selección estadounidense.
El 11 de abril de 2015, fue incluido en la lista preliminar de Miguel Herrera de los 23 jugadores para la Copa América realizada en Chile.
El 16 de junio del 2015 debutó en la Copa América entrando al minuto 71' por Adrián Aldrete en el empate 3-3 ante la nación anfitriona Chile.

#### Copa Confederaciones
El 8 de junio del 2017; Carlos Salcedo fue incluido en la lista final de 23 futbolistas que fueron a disputar la Copa Confederaciones 2017 realizada en Rusia.

### Copa Mundial 2018
El 4 de junio de 2018 Carlos Salcedo fue incluido en la lista final de los 23 futbolistas que fueron a disputar la Copa Mundial FIFA 2018 realizada en Rusia.
El 17 de junio de 2018; Carlos Salcedo debutó en la Copa Mundial FIFA 2018 jugando los 90' minutos en la victoria 1-0 ante Alemania.

#### Partidos internacionales
| #   | Fecha                    | Estadio                                                | Local  | Rtdo. | Visitante         | Competición                | Sust. |
| --- | ------------------------ | ------------------------------------------------------ | ------ | ----- | ----------------- | -------------------------- | ----- |
| 1.  | 15 de abril del 2015     | Alamodome, San Antonio (Texas), Estados Unidos         | México | 0-2   | Estados Unidos    | Amistoso                   | 46'   |
| 2.  | 30 de mayo del 2015      | Víctor Manuel Reyna, Tuxtla Gutiérrez, Chiapas, México | México | 3-0   | Guatemala         | Amistoso                   | 50'   |
| 3.  | 7 de junio del 2015      | Allianz Parque, São Paulo, Brasil                      | México | 0-2   | Brasil            | Amistoso                   | 46'   |
| 4.  | 15 de junio del 2015     | Nacional de Chile, Santiago, Chile                     | México | 3-3   | Chile             | Copa América 2015          | 70'   |
| 5.  | 10 de febrero del 2016   | Marlins Park, Miami, Estados Unidos                    | México | 3-0   | Senegal           | Amistoso                   | 46'   |
| 6.  | 11 de noviembre del 2016 | Mapfre Stadium, Columbus, Ohio, Estados Unidos         | México | 2-1   | Estados Unidos    | Clasificación Mundial 2018 | 28'   |
| 7.  | 24 de marzo del 2017     | Estadio Azteca, México, D.F., México                   | México | 2-0   | Costa Rica        | Clasificación Mundial 2018 | 90'   |
| 8.  | 28 de marzo del 2017     | Hasely Crawford, Puerto España, Trinidad y Tobago      | México | 1-0   | Trinidad y Tobago | Clasificación Mundial 2018 | 67'   |
| 9.  | 1 de junio del 2017      | MetLife Stadium, East Rutherford, Estados Unidos       | México | 3-1   | Irlanda           | Amistoso                   | 46'   |
| 10. | 8 de junio del 2017      | Estadio Azteca, México, D.F., México                   | México | 3-0   | Honduras          | Clasificación Mundial 2018 | 54'   |
| 11. | 11 de junio del 2017     | Azteca, México D.F., México                            | México | 1-1   | Estados Unidos    | Clasificación Mundial 2018 | 90'   |
| 12. | 18 de junio del 2017     | Kazán Arena, Kazán, Rusia                              | México | 2-2   | Portugal          | Copa Confederaciones 2017  | 67'   |
| 13. | 21 de junio del 2017     | Olímpico de Sochi, Sochi, Rusia                        | México | 2-1   | Nueva Zelanda     | Copa Confederaciones 2017  | 33'   |
| 14. | 6 de octubre del 2017    | Estadio Alfonso Lastras, San Luis Potosí, México       | México | 3-1   | Trinidad y Tobago | Clasificación Mundial 2018 | 90'   |
| 15. | 10 de noviembre del 2017 | Estadio Rey Balduino, Bruselas, Bélgica                | México | 3-3   | Bélgica           | Amistoso                   | 90'   |
| 16. | 13 de noviembre del 2017 | Arena Gdansk, Gdansk, Polonia                          | México | 1-0   | Polonia           | Amistoso                   | 46'   |
| 17. | 23 de marzo del 2018     | Levi's Stadium, Santa Clara, Estados Unidos            | México | 3-0   | Islandia          | Amistoso                   | 90'   |
| 18. | 27 de marzo del 2018     | AT&T Stadium, Arlington, Estados Unidos                | México | 0-1   | Croacia           | Amistoso                   | 46'   |
| 19. | 28 de mayo de 2018       | Rose Bowl, Pasadena, California, Estados Unidos        | México | 0-0   | Gales             | Amistoso                   | 45'   |
| 20. | 2 de junio de 2018       | Estadio Azteca, México                                 | México | 1-0   | Escocia           | Amistoso                   | 45'   |
| 21. | 9 de junio de 2018       | Estadio Brøndby, Copenhague, Dinamarca                 | México | 0-2   | Dinamarca         | Amistoso                   | 90'   |
| 22. | 17 de junio de 2018      | Estadio Olímpico Luzhnikí, Moscú, Rusia                | México | 1-0   | Alemania          | Copa Mundial FIFA 2018     | 90'   |
| 23. | 23 de junio de 2018      | Rostov Arena, Rostov, Rusia                            | México | 2-1   | Corea del Sur     | Copa Mundial FIFA 2018     | 90'   |
| 24. | 27 de junio de 2018      | Estadio Ekaterimburgo, Ekaterimburgo, Rusia            | México | 0-3   | Suecia            | Copa Mundial FIFA 2018     | 90'   |
| 25. | 2 de julio de 2018       | Samara Arena, Samara, Rusia                            | México | 0-2   | Brasil            | Copa Mundial FIFA 2018     | 90'   |
| 26. | 22 de marzo de 2019      | SDCCU Stadium, San Diego, Estados Unidos               | México | 3-1   | Chile             | Amistoso                   | 90'   |
| 27. | 9 de junio de 2019       | AT&T Stadium, Arlington, Estados Unidos                | México | 3-2   | Ecuador           | Amistoso                   | 35'   |
| 28. | 15 de junio de 2019      | Rose Bowl, Pasadena, Estados Unidos                    | México | 7-0   | Cuba              | Copa Oro 2019              | 77'   |
| 29. | 23 de junio de 2019      | Bank of America Stadium, Charlotte, Estados Unidos     | México | 3-2   | Martinica         | Copa Oro 2019              | 90'   |
| 30. | 29 de junio de 2019      | Estadio NRG, Houston, Estados Unidos                   | México | 1-1   | Costa Rica        | Copa Oro 2019              | 90'   |
| 31. | 2 de julio de 2019       | State Farm Stadium, Glendale, Estados Unidos           | México | 1-0   | Haití             | Copa Oro 2019              | 90'   |
| 32. | 7 de julio de 2019       | Soldier Field, Burnham Park, Estados Unidos            | México | 1-0   | Estados Unidos    | Copa Oro 2019              | 90'   |

### Participaciones en selección nacional
| #                                   | Torneo                                    | Categoría                           | Sede                                | Resultado                           | Partidos | Goles |
| ----------------------------------- | ----------------------------------------- | ----------------------------------- | ----------------------------------- | ----------------------------------- | -------- | ----- |
| 4                                   | Juegos Centroamericanos y del Caribe 2014 | Sub-21                              | Veracruz                            | Campeón                             | 5        | 1     |
| 13                                  | Copa América 2015                         | Absoluta                            | Chile                               | Primera fase                        | 1        | 0     |
| 4                                   | Preolímpico Concacaf 2015                 | Sub-22                              | Estados Unidos                      | Campeón                             | 4        | 0     |
| 13                                  | Juegos Olímpicos 2016                     | Selección Olímpica                  | Río                                 | Primera fase                        | 3        | 1     |
| 3                                   | Clasificación Mundial 2018                | Absoluta                            | Concacaf                            | Clasificado                         | 6        | 0     |
| 3                                   | Copa FIFA Confederaciones 2017            | Absoluta                            | Rusia                               | Cuarto lugar                        | 2        | 0     |
| 3                                   | Copa Mundial FIFA 2018                    | Absoluta                            | Rusia                               | Octavos de final                    | 4        | 0     |
| 3                                   | Copa de Oro de la Concacaf 2019           | Absoluta                            | Estados Unidos                      | Campeón                             | 5        | 0     |
| 3                                   | Liga de Naciones Concacaf 2019            | Absoluta                            | Concacaf                            | Subcampeón                          | 3        | 0     |
| 3                                   | Copa Oro de 2021                          | Absoluta                            | Estados Unidos                      | Subcampeón                          | 6        | 0     |
| Total parcial en selección nacional | Total parcial en selección nacional       | Total parcial en selección nacional | Total parcial en selección nacional | Total parcial en selección nacional | 39       | 2     |

Resumen según posiciones obtenidas:
| Posiciones  | Detalle |
| ----------- | --- |
| 1.º Lugar   | Juegos Centroamericanos y del Caribe de 2014 Preolímpico Concacaf 2015 Clasificación de Concacaf para la Copa Mundial de Fútbol de 2018 Copa Oro de la Concacaf 2019 |
| 4.º Puesto  | Copa Confederaciones 2017 |
| 9.º Puesto  | Juegos Olímpicos 2016 |
| 11.º Puesto | Copa América 2015 |

## Estadísticas
Actualizado al último partido jugado el 12 de abril del 2024.
| Real Salt Lake Estados Unidos | MLS-2013      | 13  | 0  | 0 | 4  | 0 | 0 | 0  | 0 | 0 | 17  | 0  | 0 |  |
| Real Salt Lake Estados Unidos | MLS-2014      | 12  | 1  | 0 | 1  | 0 | 0 | 0  | 0 | 0 | 13  | 1  | 0 |  |
| Real Salt Lake Estados Unidos | Total club    | 25  | 1  | 0 | 5  | 0 | 0 | 0  | 0 | 0 | 30  | 1  | 0 |  |
| C. D. Guadalajara México | C-2015        | 20  | 1  | 0 | 0  | 0 | 0 | 0  | 0 | 0 | 20  | 1  | 0 |  |
| C. D. Guadalajara México | A-2015        | 14  | 0  | 0 | 3  | 0 | 0 | 0  | 0 | 0 | 17  | 0  | 0 |  |
| C. D. Guadalajara México | C-2016        | 18  | 0  | 0 | 1  | 0 | 0 | 0  | 0 | 0 | 19  | 0  | 0 |  |
| C. D. Guadalajara México | A-2016        | 3   | 0  | 0 | 0  | 0 | 0 | 0  | 0 | 0 | 3   | 0  | 0 |  |
| C. D. Guadalajara México | Total club    | 55  | 1  | 0 | 4  | 0 | 0 | 0  | 0 | 0 | 59  | 1  | 0 |  |
| A. C. F Fiorentina · Italia · | 2016-17       | 18  | 0  | 1 | 0  | 0 | 0 | 2  | 0 | 0 | 20  | 0  | 1 |  |
| A. C. F Fiorentina · Italia · | Total club    | 18  | 0  | 1 | 0  | 0 | 0 | 2  | 0 | 0 | 20  | 0  | 1 |  |
| Eintracht Fráncfort · Alemania · | 2017-18       | 20  | 0  | 0 | 4  | 0 | 0 | 0  | 0 | 0 | 24  | 0  | 0 |  |
| Eintracht Fráncfort · Alemania · | 2018-19       | 6   | 0  | 0 | 2  | 0 | 0 | 0  | 0 | 0 | 8   | 0  | 0 |  |
| Eintracht Fráncfort · Alemania · | Total club    | 26  | 0  | 0 | 6  | 0 | 0 | 0  | 0 | 0 | 32  | 0  | 0 |  |
| Tigres de la UANL · México · | C-2019        | 15  | 1  | 0 | -  | - | - | 7  | 1 | 0 | 22  | 2  | 0 |  |
| Tigres de la UANL · México · | 2019-20       | 21  | 1  | 0 | -  | - | - | 7  | 0 | 0 | 28  | 1  | 0 |  |
| Tigres de la UANL · México · | 2020-21       | 32  | 1  | 0 | -  | - | - | 3  | 0 | 0 | 35  | 1  | 0 |  |
| Tigres de la UANL · México · | 2021-22       | 17  | 3  | 0 | -  | - | - | -  | - | - | 17  | 3  | 0 |  |
| Tigres de la UANL · México · | Total club    | 85  | 6  | 0 | 0  | 0 | 0 | 17 | 1 | 0 | 102 | 7  | 0 |  |
| Toronto FC · Canadá · | MLS-2022      | 13  | 0  | 0 | 3  | 0 | 0 | 0  | 0 | 0 | 16  | 0  | 0 |  |
| Toronto FC · Canadá · | Total club    | 13  | 0  | 0 | 3  | 0 | 0 | 0  | 0 | 0 | 16  | 0  | 0 |  |
| FC Juárez · México · | 2022-23       | 31  | 0  | 0 | -  | - | - | -  | - | - | 31  | 0  | 0 |  |
| FC Juárez · México · | 2024-25       | 12  | 1  | 1 | -  | - | - | -  | - | - | 12  | 1  | 1 |  |
| FC Juárez · México · | Total club    | 43  | 1  | 1 | 0  | 0 | 0 | 0  | 0 | 0 | 43  | 1  | 1 |  |
| Cruz Azul · México · | 2023-24       | 33  | 0  | 0 | -  | - | - | 3  | 0 | 0 | 36  | 0  | 0 |  |
| Cruz Azul · México · | Total Club    | 33  | 0  | 0 | -  | - | - | 3  | 0 | 0 | 36  | 0  | 0 |  |
| Total carrera | Total carrera | 298 | 10 | 2 | 18 | 0 | 0 | 22 | 1 | 0 | 327 | 10 | 2 |  |
| (1)Incluye datos de la MLS, Liga MX y Serie A, 1. Bundesliga (2)Incluye datos de la Copa MLS, Copa MX y TIM Cup, DFB-Pokal (3)Incluye datos de la UEFA Europa League y Liga de Campeones de la Concacaf |               |     |    |   |    |   |   |    |   |   |     |    |   |  |

### Resumen estadístico
| Competición           | Partidos | Goles | Media goleadora |
| --------------------- | -------- | ----- | --------------- |
| Primera División      | 279      | 8     | 0,02            |
| Copas nacionales      | 18       | 0     | 0,0             |
| Copas Internacionales | 19       | 1     | 0,11            |
| Selección Mexicana    | 32       | 0     | 0,0             |
| Total                 | 292      | 9     | 0,02            |

## Palmarés

### Títulos nacionales
| Título                | Club                | País           | Año  |
| --------------------- | ------------------- | -------------- | ---- |
| Copa MX               | Guadalajara         | México         | 2015 |
| Supercopa MX          | Guadalajara         | Estados Unidos | 2016 |
| Copa de Alemania      | Eintracht Fráncfort | Alemania       | 2018 |
| Liga MX               | Tigres UANL         | México         | 2019 |
| Campeonato Canadiense | Toronto FC          | Canadá         | 2022 |

### Títulos internacionales
| Título                           | Club        | Sede    | Año  |
| -------------------------------- | ----------- | ------- | ---- |
| Liga de Campeones de la Concacaf | Tigres UANL | Orlando | 2020 |

### Distinciones individuales
| Distinción                                                | Año    |
| --------------------------------------------------------- | ------ |
| Incluido en el Once Ideal de la Liga MX                   | C-2015 |
| Incluido en el Once Ideal de la Jornada 10 de la Liga MX  | A-2015 |
| Nombrado mejor Defensa central de la Liga MX.             | A-2015 |
| Incluido en el Once Ideal de la Jornada 12 de la Liga MX. | C-2016 |
| Once Ideal de la Liga de Campeones de la Concacaf         | 2019   |